# Sílvio César
Sylvio Rodrigues Silva (Raul Soares, 14 de agosto de 1939), mais conhecido como Silvio Cesar, é um cantor e compositor brasileiro.
Começou a cantar profissionalmente em 1960, atuando como crooner das orquestras de Waldemar Spillman e Ed Lincoln. Paralelamente, era aluno da Faculdade Nacional de Direito, onde se graduou em 1964.
Participou, em 1965, do filme Na Onda do Iê-iê-iê, no papel de César Silva, contracenando com Renato Aragão e Dedé Santana.

## Discografia
- (2013) Agosto (Silvio César) – Independente - CD
- (2007) Música e letra • Independente
- (1998) Pra você • CID • CD
- (1997) Amigos da bossa • Albatroz • CD
- (1995) Aos mestres, com carinho/Vol. 2 • CID • CD
- (1992) Aos mestres, com carinho • CID • CD
- (1991) Despedida de solteiro • Som Livre • LP
- (1985) Amor • CID • LP
- (1984) Uma viagem ao corpo humano • Ariola • LP
- (1983) Silvio Cesar • SOS Música • LP
- (1981) Luiza/A mais antiga profissão • RGE • Compacto simples
- (1979) De repente/Você sabe • RCA • Compacto simples
- (1978) Agarre seu homem/Cego, surdo e mudo • RCA • Compacto simples
- (1977) Som e palavras • RCA • LP
- (1975) Levante os olhos/Eu estou bem • Odeon • Compacto simples
- (1975) O melhor de Silvio Cesar • RCA • LP
- (1974) Vamos dar as mãos • Odeon • LP
- (1974) O moço-velho/Verde e rosa • Odeon • Compacto simples
- (1974) Silvio Cesar • Odeon • LP
- (1974) Quatro grandes sucessos de Silvio Cesar • Odeon
- (1973) O que passou, passou/Pra que tudo isso sem você? • Odeon • Compacto simples
- (1972) Dois amigos/Não nasci pra jogador • Odeon • Compacto simples
- (1972) Silvio Cesar • Odeon • LP
- (1972) Você não tá com nada/Perdido na noite • Odeon • Compacto simples
- (1971) Silvio Cesar • Odeon • LP
- (1970) A minha prece de amor/Maria • Odeon • Compacto simples
- (1970) A minha prece de amor • Odeon • LP
- (1969) Eu quero que você morra/Eu te amo/Desculpe se falo assim/Você é o meu amor • Odeon
- (1968) Silvio Cesar • Odeon • LP
- (1967) Cantiga antiga/Se eu pudesse • Compacto simples
- (1966) Mônica/Se tiver de ser • Odeon • Compacto simples
- (1965) Só tinha de ser • Odeon • LP
- (1963) Sem carinho, não • Musidisc • LP
- (1961) Amor demais • Musidisc • LP
- (1960) Máxima culpa/Manhã sem adeus • Compacto simples